# Frederick C. Weyand
Frederick Carlton Weyand (Arbuckle, 15 de setembro de 1916 - Honolulu, 10 de fevereiro de 2010) foi um líder norte-americano durante a Guerra do Vietnã.